# Акаба (залив)
Ака́ба (араб. خليج العقبة‎; также Эйла́тский залив, ивр. מפרץ אילת‎) — залив на севере Красного моря, отделяющий Синайский полуостров от Аравийского.
Залив имеет вытянутую форму: длина 175 км и ширина до 29 км. Географически является частью разлома Великой рифтовой долины. Залив соединён с Красным морем проливом Эт-Тиран, в котором расположен ряд небольших островов. Западный берег залива (Синайский полуостров) принадлежит Египту, восточный — Саудовской Аравии.
В северной оконечности залива небольшая часть побережья принадлежит Израилю и Иордании: израильский порт Эйлат (поэтому в Израиле официально принято название «Эйлатский залив» ивр. מפרץ אילת‎) и иорданский порт Акаба, имя которого и носит залив. Для Иордании это единственный выход к морю, для Израиля — возможность выхода в Красное море. В последние годы район Акаба-Эйлат приобрёл значение курортной зоны. К ней прилегает курорт Таба на египетской территории: начало египетской ривьеры. В северной части залива можно увидеть территории сразу четырёх государств.
Туристов привлекает прозрачная морская вода и богатый подводный животный мир залива.

## История
Египетская морская блокада против израильских кораблей в южной части залива привела к Шестидневной войне 1967 года.

## Туризм
Залив Акаба является одним из самых популярных мест для дайвинга в мире. Около 250 000 погружений в воду производится на 11-километровом израильском участке залива, и дайвинг приносит 10 % от всех доходов этого региона. До Арабской весны в Египте был популярен и Фараонов остров близ Табы.